# Troy Ruttman
Troy Ruttman (Mooreland (Oklahoma), 11 maart 1930 - Lake Havasu City (Arizona), 19 mei 1997) was een Amerikaans autocoureur. Hij won de Indianapolis 500 van 1952.

## Carrière
Ruttman nam tussen 1949 en 1964 twaalf keer deel aan de Indianapolis 500. Hij won de race in 1952, waardoor hij op een zevende plaats eindigde in het wereldkampioenschap formule 1 van 1952. Hij was met deze overwinning recordhouder van jongste rijder die een Formule 1-wedstrijd had gewonnen. Hij was op het moment van zijn overwinning 22 jaar en 80 dagen oud. Dat record werd pas 51 jaar later gebroken in 2003, toen Fernando Alonso won op de Hungaroring dat jaar. Naast zeven deelnames aan de Indy 500 die meetelden voor het Formule 1-kampioenschap, kwam Ruttman nog één keer aan de start van een Formule 1-wedstrijd. Hij werd tiende tijdens de grote prijs van Frankrijk in 1958. Hij stierf in 1997 op 67-jarige leeftijd aan de gevolgen van longkanker.